# Nekrolog 1471
Nekrolog
◄◄
| ◄
| 1467
| 1468
| 1469
| 1470
| 1471 | 1472 | 1473 | 1474 | 1475 | ► | ►►
Weitere Ereignisse | Allgemeiner Nekrolog 1471
Die Beschreibung der verstorbenen Person sollte so kurz wie möglich gehalten sein und nur deren signifikante Tätigkeit(en) enthalten.
Neue Namen ggf. auch unter dem Geburts- und Sterbedatum, also etwa unter 1. Januar und im Geburts- und Sterbejahr (2024) eintragen (nur bei entsprechender großer Wichtigkeit). Für Beispiele siehe die schon vorhandenen Artikel.
Außerdem über die fünf zuletzt Verstorbenen, zu denen es einen ausreichend guten Artikel für eine Präsentation auf der Hauptseite gibt, nach der todesbedingten Überarbeitung der Artikel ggf. auch unter Wikipedia Diskussion:Hauptseite informieren und sie am besten auch in den anderen Wikipedia-Sprachversionen eintragen. Tipp: Regelmäßig bei news.google.de nach „ist tot“, „gestorben“ oder „verstorben“ suchen.
Wenn eine Person gestorben ist, gibt es viele Seiten zu dieser Person in der Wikipedia, die davon auch betroffen sind und entsprechend aktualisiert werden müssen. Beispiele: Namenübersichtsseite, Geburtsjahr, Geburtsort-Seiten und viele mehr.
Wie finde ich die betroffenen Seiten?
Im Suchfeld auf der linken Seite gibt man den Suchbegriff so ein: „Vorname Nachname“. Dann klickt man auf Volltext und alle Seiten mit entsprechendem Suchtext werden aufgerufen. Hier sieht man dann schnell, wo auch das Todesjahr Sinn macht oder sogar ein Teil des Artikels angepasst werden muss. Auch hilft das „Werkzeug“ auf der linken Seite sehr gut, um solche Seiten aufzufinden: „Links auf diese Seite“. Somit ist die Wikipedia wieder aktuell in allen Bereichen! Hinweis: bei Eintragung der Kategorie „Gestorben JAHR“ wird der Missbrauchsfilter 49 ausgelöst, was jedoch nicht schlimm ist. Siehe: Spezial:Missbrauchsfilter/49
Dies ist eine Liste von im Jahr 1471 verstorbenen bekannten Persönlichkeiten. Die Einträge erfolgen innerhalb der einzelnen Daten alphabetisch sortiert. Tiere sind im Nekrolog für Tiere zu finden.

## Januar
| Tag        | Name               | Beruf, bekannt als     | Alter | Beleg |
| ---------- | ------------------ | ---------------------- | ----- | ----- |
| 15. Januar | Antonio Beccadelli | italienischer Humanist |       |       |

## Februar
| Tag         | Name              | Beruf, bekannt als | Alter | Beleg |
| ----------- | ----------------- | --- | ----- | ----- |
| 5. Februar  | Nicolaus Pistoris | deutscher Mediziner, Leibarzt, Bürgermeister von Leipzig                                                                 |       |       |
| 10. Februar | Friedrich II.     | Kurfürst und Markgraf von Brandenburg                                                                                    | 57    |       |
| 22. Februar | Jan Rokycana      | tschechischer Theologe, gewählter, jedoch nicht anerkannter Erzbischof von Prag; Administrator der utraqustischen Kirche |       |       |

## März
| Tag      | Name                    | Beruf, bekannt als                                                                                    | Alter | Beleg |
| -------- | ----------------------- | --- | ----- | ----- |
| 12. März | Dionysius der Kartäuser | Philosoph, Theologe, Mystiker und Scholastiker                                                        |       |       |
| 12. März | Konrad IV. von Bussnang | Bischof von Straßburg                                                                                 |       |       |
| 14. März | Claude de Montaigu      | Herr von Couches, burgundischer Ratgeber und Kammerherr, Ritter im Orden vom Goldenen Vlies (ab 1468) |       |       |
| 22. März | Georg von Podiebrad     | König von Böhmen                                                                                      | 50    |       |

## April
| Tag       | Name                                    | Beruf, bekannt als          | Alter | Beleg |
| --------- | --------------------------------------- | --------------------------- | ----- | ----- |
| 14. April | William Blount                          | englischer Edelknecht       |       |       |
| 14. April | Humphry Bourchier, 1. Baron Cromwell    | englischer Adliger          |       |       |
| 14. April | Richard Neville, 16. Earl of Warwick    | englischer Adliger          | 42    |       |
| 14. April | William Fiennes, 2. Baron Saye and Sele | englischer Adeliger         |       |       |
| 14. April | William Tyrell of Heron                 | englischer Ritter           |       |       |
| 23. April | Andreas von Greißenegg                  | österreichischer Adliger    |       |       |
| 23. April | Andreas Baumkircher                     | österreichischer Heerführer |       |       |

## Mai
| Tag     | Name                                 | Beruf, bekannt als                                             | Alter | Beleg |
| ------- | ------------------------------------ | -------------------------------------------------------------- | ----- | ----- |
| 4. Mai  | John Delves                          | englischer Ritter                                              |       |       |
| 4. Mai  | Edmund Hampden                       | englischer Ritter                                              |       |       |
| 4. Mai  | William Vaux                         | englischer Ritter                                              |       |       |
| 4. Mai  | Edward of Westminster                | Thronfolger in England                                         | 17    |       |
| 4. Mai  | Sir Robert Whittingham               | englischer Ritter                                              |       |       |
| 6. Mai  | Edmund Beaufort, 4. Duke of Somerset | Herzog von Somerset und englischer Militärführer im Rosenkrieg |       |       |
| 21. Mai | Heinrich VI.                         | König von England                                              | 49    |       |
| Mai     | Philip Mansel                        | walisischer Adliger                                            |       |       |

## Juli
| Tag      | Name                     | Beruf, bekannt als                                  | Alter | Beleg |
| -------- | ------------------------ | --------------------------------------------------- | ----- | ----- |
| 13. Juli | Ulrich II.               | Herzog zu Mecklenburg in Mecklenburg-Stargard       |       |       |
| 23. Juli | Ernst I. von Schauenburg | Bischof von Hildesheim                              |       |       |
| 25. Juli | Johannes Soreth          | Priester und Generalprior des Ordens der Karmeliter |       |       |
| 25. Juli | Thomas von Kempen        | Augustinermönch und Mystiker                        |       |       |
| 26. Juli | Paul II.                 | Papst (1464–1471)                                   | 54    |       |

## August
| Tag        | Name         | Beruf, bekannt als                          | Alter | Beleg |
| ---------- | ------------ | ------------------------------------------- | ----- | ----- |
| 14. August | Konrad IX.   | Herzog von Oels, Cosel, Beuthen und Steinau |       |       |
| 20. August | Borso d’Este | Herzog von Ferrara und Modena               |       |       |

## November
| Tag         | Name            | Beruf, bekannt als        | Alter | Beleg |
| ----------- | --------------- | ------------------------- | ----- | ----- |
| 8. November | Ludwig II.      | Landgraf von Niederhessen | 33    |       |
| 9. November | Cristoforo Moro | venezianischer Doge       |       |       |

## Dezember
| Tag          | Name                  | Beruf, bekannt als                                                    | Alter | Beleg |
| ------------ | --------------------- | --------------------------------------------------------------------- | ----- | ----- |
| 12. Dezember | Cristina Sanudo       | Dogaressa von Venedig                                                 |       |       |
| 17. Dezember | Isabel de Portugal    | Tochter Johanns I. von Portugal und Ehefrau Philipps III. von Burgund | 74    |       |
| 24. Dezember | Sigismund von Sachsen | Bischof von Würzburg                                                  | 55    |       |

## Datum unbekannt
| Tag | Name                   | Beruf, bekannt als                                        | Alter | Beleg |
| --- | ---------------------- | --------------------------------------------------------- | ----- | ----- |
|     | Charles II. d’Albret   | Graf von Dreux, Vicomte de Tartas und Seigneur d‘Orval    |       |       |
|     | Humphrey Bourchier     | englischer Ritter                                         |       |       |
|     | Peter von Grünstadt    | katholischer Priester und Stiftsdekan zu Zell (Zellertal) |       |       |
|     | Alessandra Macinghi    | italienische Schriftstellerin                             |       |       |
|     | Thomas Malory          | britischer Autor oder Herausgeber von „Le Morte d'Arthur“ |       |       |
|     | John Milewater         | englischer Soldat und Staatsdiener                        |       |       |
|     | Wilhelm von Nesselrode | Herr von Stolberg und Ratgeber der Jülicher Herzöge       |       |       |
|     | Otto V.                | Fürst von Lüneburg (1464–1471)                            |       |       |
|     | Roger Vaughan          | walisischer Adliger                                       |       |       |
|     | Johann von Wickede     | Ratsherr der Hansestadt Lübeck                            |       |       |
|     | Pachacútec Yupanqui    | Herrscher über das Inkareich                              |       |       |